# Uniunea statală polono-lituaniană
Uniunea statală polono-lituaniană, numită în mod oficial „Republica celor două națiuni” ori „Federația celor două națiuni” (în poloneză Rzeczpospolita Obojga Narodów, în lituaniană Žečpospolita/Abiejų tautų respublika, în belarusă Рэч Паспаліта/Рэч Паспаліта Абодвух Народаў, în latină Regnum Serenissimum Poloniae), a fost o federație monarhică formată în 1569 de Regatul Poloniei și Marele Ducat al Lituaniei și care a existat până la ultima împărțire a Poloniei din 1795. Statul federal stăpânea nu numai teritoriile care sunt acum părți ale Poloniei și Lituaniei, dar și întregul teritoriu al Belarusului și părți din Ucraina și Letonia, precum și teritoriul vestic rusesc care astăzi este regiunea Smolensk. 
La început, cele două limbi oficiale erau limba poloneză (în Regatul Poloniei) și limba ruteană (în Marele Ducat al Lituaniei, locuit în majoritate de ruteni). Mai târziu, singura limbă oficială a rămas limba poloneză.
Federația a fost o dezvoltare a uniunii polono-lituaniene, uniune personală care a existat încă din  1386. Acest stat era unul dintre cele mai mari și mai bine populate din Europa medievală, și pentru mai bine de două secole a dus războaie victorioase împotriva cavalerilor teutoni, rușilor moscoviți, otomanilor și suedezilor. Sistemul politic al țării, denumit deseori democrație nobiliară sau Libertatea de Aur, era caracterizat prin reducerea prin lege a puterii monarhului în favoarea Seimului controlat de șleahtici (nobilime). Acest sistem a fost un precursor al democrației și monarhiei constituționale ca și a federalismului. Cele două state care formau federația erau în mod oficial egale. Uniunea statală polono-lituaniană este cunoscută pentru cea de-a doua constituție scrisă în lume, cât și pentru toleranța religioasă relativă, în ciuda influenței bisericii catolice în viața de zi de zi.  Economia țării era bazată în principal pe agricultură. În vreme ce primul secol de existență și-a meritat denumirea de "Epocă de Aur", următoarea sută de ani a fost marcată de înfrângeri militare, reintroducerea iobăgiei și creșterea anarhiei feudale în viața politică.
Ducatul Varșoviei, înființat în 1807, își avea originile în vechea Uniune statală. Alte mișcări de renaștere națională au apărut în timpul revoltei din ianuarie (1863–1864) și la începutul deceniului al treilea al secolului trecut, când Józef Piłsudski a propus conceptul de Federație a  Międzymorze (tradus aproximativ prin "între mări"). În zilele noastre, Polonia se consideră succesorul Uniunii statale polono-lituaniene, așa cum este statuat în preambulul Constituției Poloniei din 1997, în vreme ce Lituania s-a distanțat de o asociere despre care consideră că nu a fost benefică din punct de vedere istoric pentru existența sa.

## Istorie
Crearea federației prin Uniunea de la Lublin din 1569 a fost una dintre realizările de seamă a ultimului rege din dinastia Jagiellon, Sigismund al II-lea Augustus. Decesul său din 1572 a fost urmat de o perioadă de trei ani de interregnum în timpul căreia s-au făcut anumite modificări constituționale, care au crescut puterea aristocrației (șleahta) și a pus bazele unei monarhii elective.
Uniunea statală a ajuns la culmea puterii în prima jumătate a secolului al XVII-lea. Seimul, puternicul său parlament, era dominat de nobilii care nu s-au arătat dornici să participe la războiul de treizeci de ani, poziție datorită căreia țara a fost ferită de ravagiile acestui conflict religios care a pustiit cea mai mare parte a Europei. Statul polono-lituanian a fost capabil să facă față atacurilor Suediei, Principatului Moscovei și vasalilor Imperiului Otoman, mai mult chiar, a putut să lanseze ofensive expansioniste împotriva vecinilor săi. În timpul a mai multor atacuri împotriva Rusiei, care era slăbită la începutul secolului al XVII-lea de grave tulburări politice, polono-lituanienii au reușit să cucerească Moscova și să o stăpânească din 27 septembrie 1610 până pe 4 noiembrie 1612, când au fost alungați din oraș după reluarea luptelor de către ruși.
Puterea  polono-lituaniană a început să slăbească după ce a primit o dublă lovitură la jumătatea secolului al XVII-lea. Prima a fost cea mai mare răscoală a cazacilor din ținuturile răsăritene (Kresy), răscoală sprijinită de tătarii Hanatului Crimeii, care a avut ca rezultat direct ieșirea regiunii de sub controlul polonez și intrarea ei în sfera de influență a Moscovei în 1654. A doua lovitură importantă a fost invazia suedeză din 1655 – "Potopul" – provocată de politica regilor polonezi din casa regală Vasa.  Invazia suedeză a fost sprijinită de trupele principelui Transilvaniei Gheorghe Rákóczi al II-lea și ale Prințului-Elector de Brandenburg Friedrich Wilhelm.
La sfârșitul secolului al XVII-lea, slăbitul stat polono-lituanian de sub conducerea regelui Jan III Sobieski mai avea destulă putere să-i înfrângă pe otomani în bătălia de la Viena din 1683. În următorii 16 ani, (în timpul "Marelui război turcesc"), turcii aveau să fie împinși la sud de Dunăre, Europa Centrală scăpând definitiv de amenințarea otomană.
Din secolul al XVII-lea, statul polono-lituanian a trebuit să facă față numeroaselor probleme interne și a fost vulnerabilă la amenințările externe. Sistemul său politic destabilizat a dus țara în pragul anarhiei. Încercările de reformă, așa cum au fost cele făcute de Seimul de patru ani din 1788–1792, care au dus la proclamarea Constituției din mai 1791, au fost tardive. Țara a fost împărțită în trei etape între vecinii săi mai puternici: Imperiul Rus, Regatul Prusiei și Imperiul Austriac. Din anul 1795, Uniunea statală polono-lituaniană a fost complet ștearsă de pe harta politică a Europei. Polonia și Lituania au renăscut separat ca țări independente în 1918. 

### Unirea de la Lublin

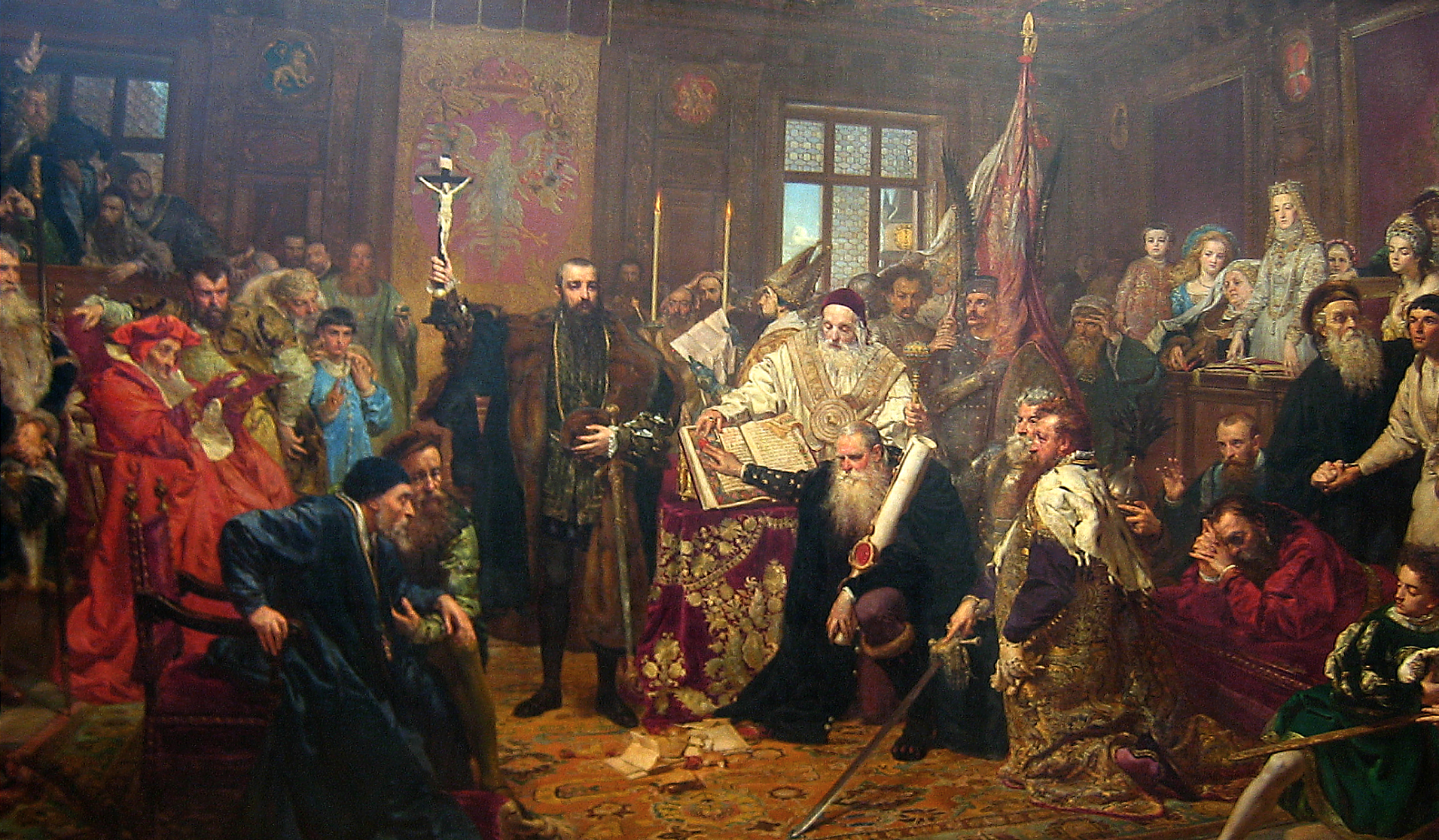
Uniunea de la Lublin. Pictură de Jan Matejko.

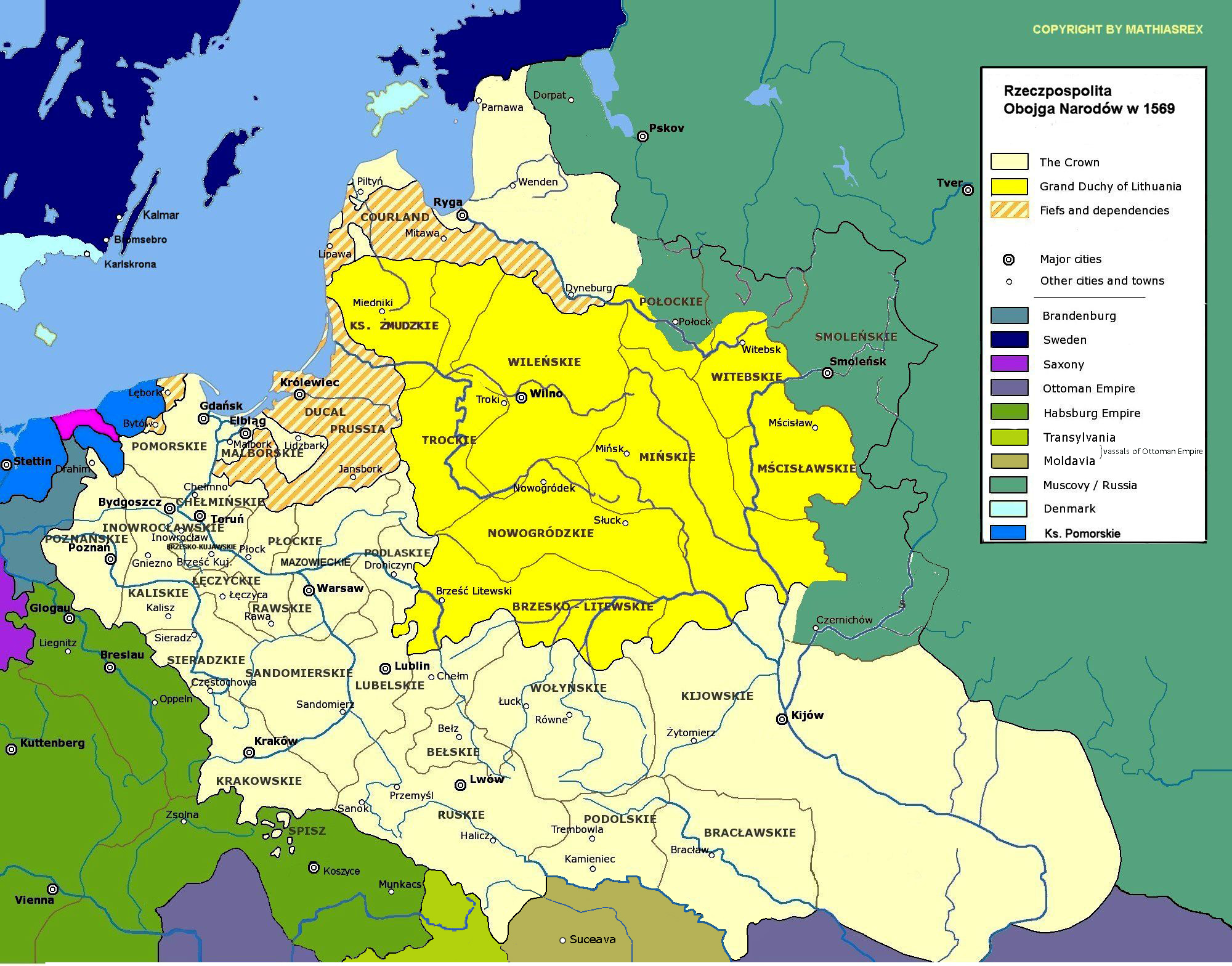
Federația în 1569

Unirea de la Lublin din 1 iulie 1569 a fost actul care a înlocuit uniunea personală a Regatului Poloniei și Marelui Ducat al Lituaniei cu o uniune reală bazată pe o monarhie electivă. Actul a fost necesar în urma stingerii dinastiei Jagiellonilor, regele Sigismund al II-lea August murind fără să lase urmași după trei căsătorii. S-a creat astfel Uniunea statală polono-lituaniană, numită în mod oficial „Republica celor două națiuni” ori „Federația celor două națiuni” și s-a abandonat autonomia Prusiei Regale. Ducatul Livoniei, unit cu Lituania prin Unirea de la Grodno (1566), a devenit condominium polono-lituanian.
Pactul a fost semnat la 1 iulie 1569 la Lublin, în Polonia, și a creat un stat unic, Uniunea Polono-Lituaniană. Această uniune urma să fie condusă de un singur monarh (ales de către seim) care avea să îndeplinească funcțiile de rege al Poloniei și Mare Duce al Lituaniei, cele două țări fiind guvernate cu ajutorul unui Senat și unui parlament unice. Această unire a constituit o etapă importantă în evoluția istorică a alianței și uniunii personale polono-lituaniene și a fost necesar și din cauza poziției precare a Lituaniei în conflict cu Rusia.
Eveniment crucial în istoria mai multor națiuni, Unirea de la Lublin este văzută destul de diferit de către mulți istorici. Unii o identifică drept momentul în care șleahta a ajuns la apogeul puterii ei, înlocuind monarhia absolutistă cu o oligarhie: o posibilă cauză a instabilității politice care a condus la împărțirea Poloniei, 200 de ani mai târziu. Istoricii polonezi se concentrează asupra aspectelor pozitive, subliniind crearea pașnică și rolul său în răspândirea culturii poloneze. Istoricii lituanieni, pe de altă parte, sunt mai critici la adresa unirii, subliniind că partea lituaniană a ajuns să fie dominată de Polonia.

Stema Poloniei

Tratatul a fost precedat de multe dezbateri, magnații lituanieni temându-se să piardă o mare parte din privilegiile lor, din moment ce Uniunea avea să egalizeze statutul lor juridic cu cel al numeroasei nobilimi poloneze inferioare. Cu toate acestea Lituania se afla pe o poziție defavorabilă în războiul cu rușii moscoviți, iar la sfârșitul secolului al XVI-lea era pe cale să piardă războiul livonian și să fie încorporată în Rusia. Nobilimea poloneză („șleahta”), pe de altă parte, nu dorea să ofere ajutor Lituaniei fără să primească ceva în schimb. Sigismund al II-lea August, rege al Poloniei și Mare Duce al Lituaniei, văzând amenințarea la adresa Lituaniei și implicit la adresa Poloniei, a susținut unirea, câștigând treptat adepți tot mai mulți, până ce la un moment dat a obținut sprijin suficient pentru a evacua cu forța proprietarii de terenuri din Ucraina (care se opuneau transferării acesteia de la Lituania către Polonia). O motivație suplimentară pentru Sigismund era faptul că nici nu avea copii ori frați care să-i moștenească tronul, fiind ultimul Iagello. Deci, uniunea a fost o încercare de a păstra continuitatea dinastiei, dincolo de limitele mariajului (uniunii personale) dintre Hedviga a Poloniei și Vladislav Iagello al II-lea (conducătorul Lituaniei). Uniunea a fost una dintre modificările constituționale necesare stabilirii unei proceduri formale pentru monarhul ales care putea astfel să domnească peste două domenii.

#### Seimul din 1569
În semn de protest față de presiunile mari făcute de către polonezi pentru a semna actul, lituanienii sub conducerea voievodului de Vilnius, Mikolaj Radziwill, și-au ridicat tabăra lângă Lublin la 1 martie, temându-se că Sigismund ar putea lua o decizie pe cont propriu.
Pe 26 martie, regele a fost forțat de către șleahtă să încorporeze în Lituania terenuri din sudul Podlasiei, Voliniei, Podoliei, iar regiunile din jurul Kievului la coroana Poloniei. Aceste terenuri istorice al Rusiei cuprindeau peste jumătate din Ucraina modernă, și constituiau în acel moment o parte importantă din teritoriul Lituaniei. Clasa superioară de pe aceste meleaguri era în mare măsură ruteană și era loială Lituaniei. Toți nobilii au fost obligați să jure loialitate față de Coroana Poloniei, terenurile celor care au refuzat să facă acest lucru fiind confiscate.
Lituanienii au fost forțați să se întoarcă în Seim sub conducerea lui Jan Hieronimowicz Chodkiewicz (tatăl lui Jan Karol Chodkiewicz) pentru a continua negocierile, folosind tactici ușor diferite de cele ale lui Mikolaj Radziwill. Deși șleahta poloneză voia încorporarea integrală a Marelui Ducat al Lituaniei la Coroană, lituanienii au continuat să se opună acestui lucru, și s-a convenit doar asupra unui stat federal. La data de 28 iunie 1569 obiecțiile anterioare au fost depășite, iar la 4 iulie a fost întocmit actul de unire, semnat de către rege la Castelul Lublin.

#### Încercările de modernizare a statului
Actul de unire de la Lublin a fost înlocuit de către Constituția din 3 mai 1791, când comunitatea federală urma să fie transformată într-un stat unitar de regele Stanisław August Poniatowski. Statutul de stat semi-federal a fost restaurat de garanțiile reciproce ale celor două națiuni.
Cu toate acestea, constituția nu a fost pusă în aplicare pe deplin iar Uniunea Polono-Lituaniană s-a destrămat la sfârșitul secolului al XVIII-lea.

#### Urmări
După Unirea de la Lublin, nobilii lituanieni au avut aceleași drepturi ca și cei polonezi, anume să se pronunțe asupra terenurilor și supușilor aflați sub controlul lor. Cu toate acestea, avansarea în viața politică dominată de comunitatea catolică a fost o chestiune diferită.
În viața socială și culturală, atât limba poloneză cât și catolicismul au devenit dominante pentru nobilimea ruteană, majoritatea nobililor ruteni fiind inițial vorbitori de ruteană și de religie ortodoxă. Cu toate acestea, treptat, țăranii în special au continuat să vorbească limba lor proprie și să practice religia ortodoxă. Acest lucru a creat în cele din urmă o ruptură semnificativă între clasele sociale inferioare și nobilimea din zonele lituaniană și ruteană din comunitate. Unii magnați au reușit să domine, prin aderarea la creștinismul ortodox, oferind cu generozitate accesul la Bisericile Ortodoxe și la școlile rutene. Cu toate acestea, față de presiunea de dominare a fost mai greu să se reziste, cu fiecare generație ulterioară, iar în cele din urmă aproape toată nobilimea a fost subjugată.
Răscoalele cazacilor și intervențiile străine au condus la împărțirea comunității de către Rusia, Prusia și Austria în 1772, 1793 și 1795. Unirea de la Lublin a fost abrogată temporar în timpul Unirii de la Kėdainiai, prin care Lituania a intrat în uniune cu Suedia în timpul Potopului.
Mulți istorici (precum Krzysztof Rak) consideră că Unirea de la Lublin a creat o stare de lucruri similară Uniunii Europene de azi, luând în considerare astfel Unirea (împreună cu Uniunea de la Kalmar, cu mai multe Acte ale Uniunii în Insulele Britanice și similare altor tratate) pentru a fi un fel de predecesor al Tratatului de la Maastricht.
Unirea a condus la colonizarea poloneză a Ruteniei și căderea țărănimii rutene în iobăgie la șleahtă. În ciuda situației țăranilor din comunitate, care erau destul de oprimați, comparativ cu Occidentul, aceștia au avut mai multă libertate decât cei din Rusia, prin urmare, țăranii (precum și într-o măsură mai mică nobilimea și negustorii) care emigrau din Rusia către Uniunea Polono-Lituaniană, au devenit o preocupare majoră pentru guvernul rus și au constituit unul dintre factorii care au condus la împărțirile Poloniei.
O monedă comună (zlotul) a fost introdusă.
Uniunea a creat unul dintre cele mai mari și mai populate state din Europa de la mijlocul secolului al XVII-lea (excluzând statele care nu erau complet în Europa, adică Rusia sau Imperiul Otoman).
În Lituania, Uniunea a trebuit să accepte pierderea Podlachiei, Voliniei, Podoliei și regiunii Kiev, foste teritorii ale Marelui Ducat, care au fost transferate coroanei poloneze.
În cadrul Uniunii, sistemele judiciare ale Regatului Poloniei și ale Marelui Ducat al Lituaniei ar fi trebuit sa fie unificate, dar acest lucru nu s-a întâmplat.
Redactorii Unirii de la Lublin s-au așteptat ca Lituania și Polonia să se unească ceva mai strâns decât s-a întâmplat în realitate. În 1566 Statutul Lituaniei nu încetase să funcționeze, iar unele dintre dispozițiile sale difereau substanțial din actele Unirii de la Lublin. În cele din urmă, în 1588, a fost adoptat al Treilea Statut al Lituaniei, care chiar și el era în contradicție cu actul Unirii de la Lublin sub mai multe aspecte.
Nobilimea poloneză a privit Statutul Lituaniei drept neconstituțional, deoarece la semnarea Unirii de la Lublin s-a stipulat că nicio lege nu ar putea încălca legea de Unire. Prin Statut, însă, se defineau drept neconstituționale legile Uniunii aflate în conflict cu ele. Primul Statut al Lituaniei a fost utilizat și pe teritoriile Lituaniei anexate de Polonia, cu puțin timp înainte de Unirea de la Lublin (cu excepția Podlasiei). Aceste conflicte între statutele regionale din Lituania și din Polonia au persistat timp de mulți ani, iar Statutul Lituaniei a rămas în vigoare în teritoriile Marelui Ducat al Lituaniei, chiar și după împărțirile Poloniei, până în 1840.
Polonia a furnizat ajutor militar în război după unirea celor două entități, ajutor care a fost crucial pentru supraviețuirea Marelui Ducat.
Polonia și Marele Ducat au avut politici militare separate, dar politici comune de apărare.

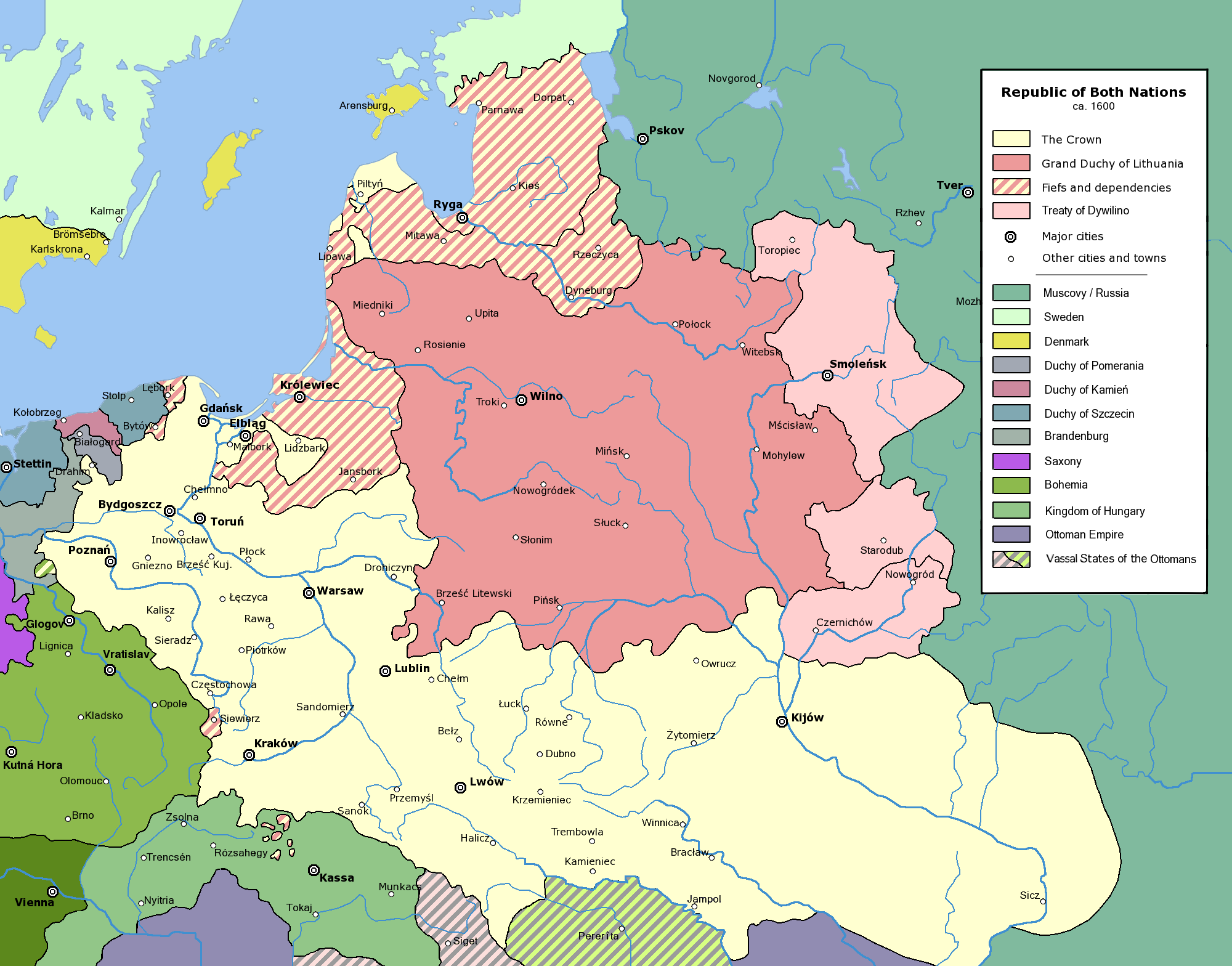
Statul polono-lituanian în momentul maxim de întindere (aproximativ 1630)
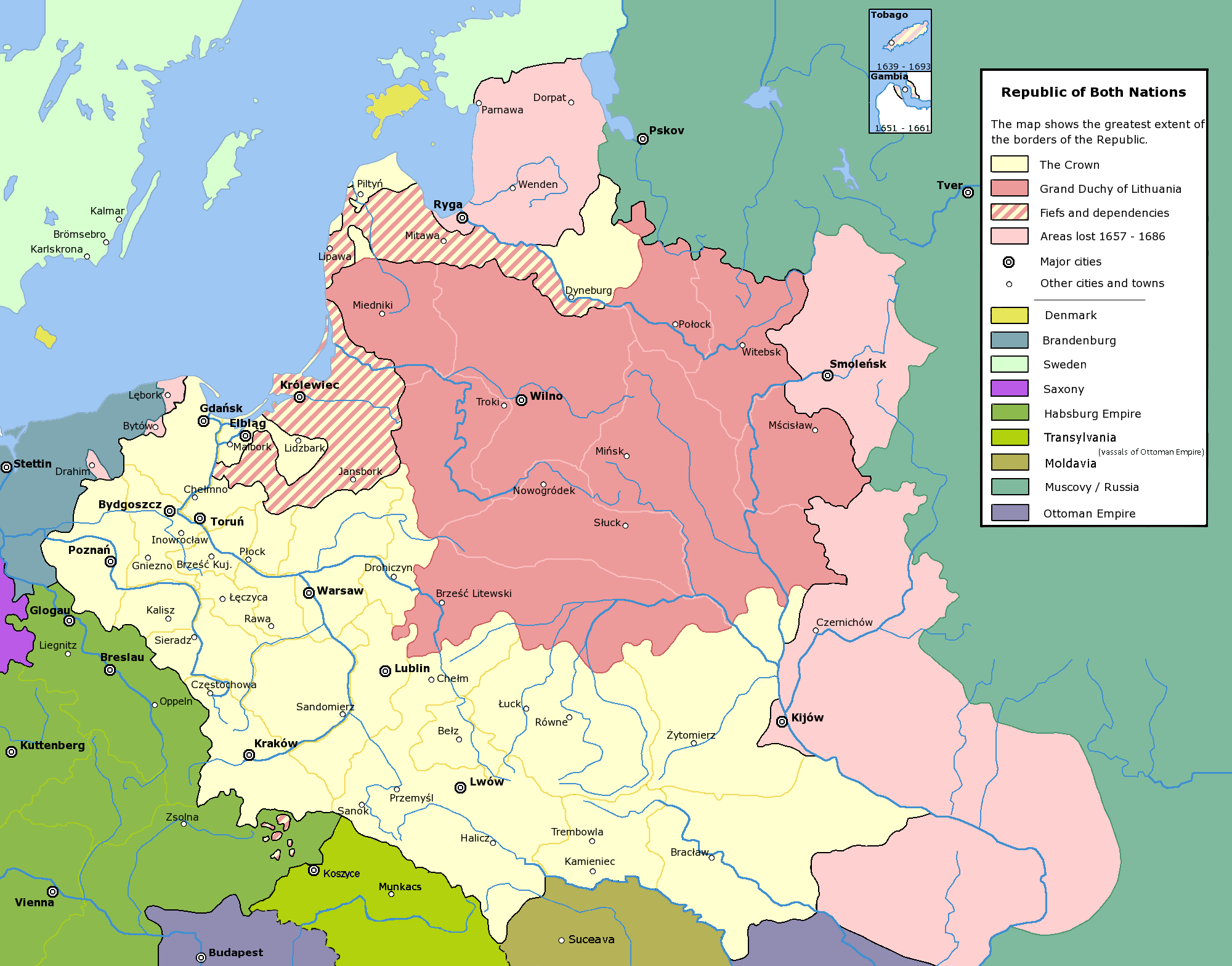
Pierderi ca urmare a Potopului (1648)
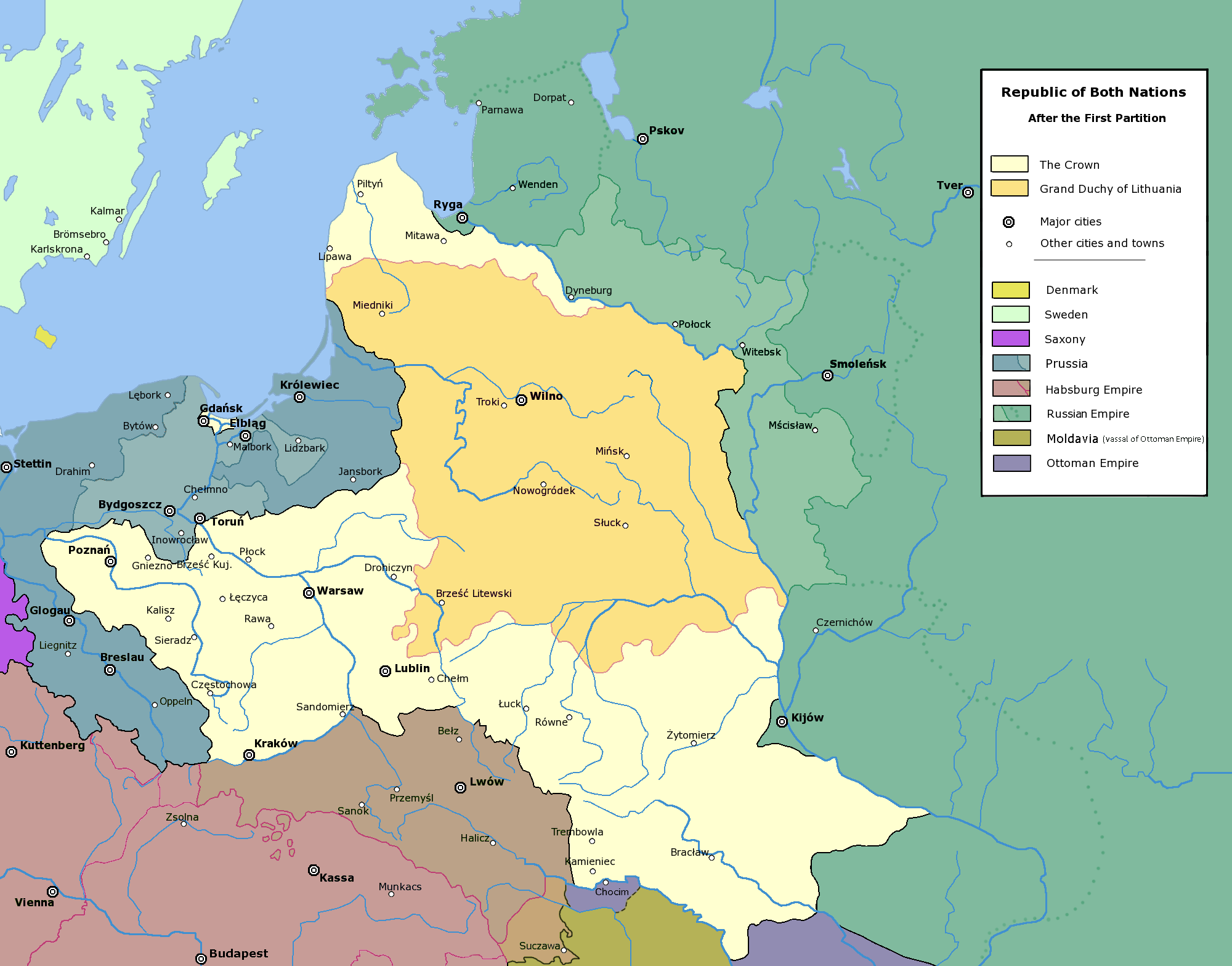
Prima împărțire (1772)
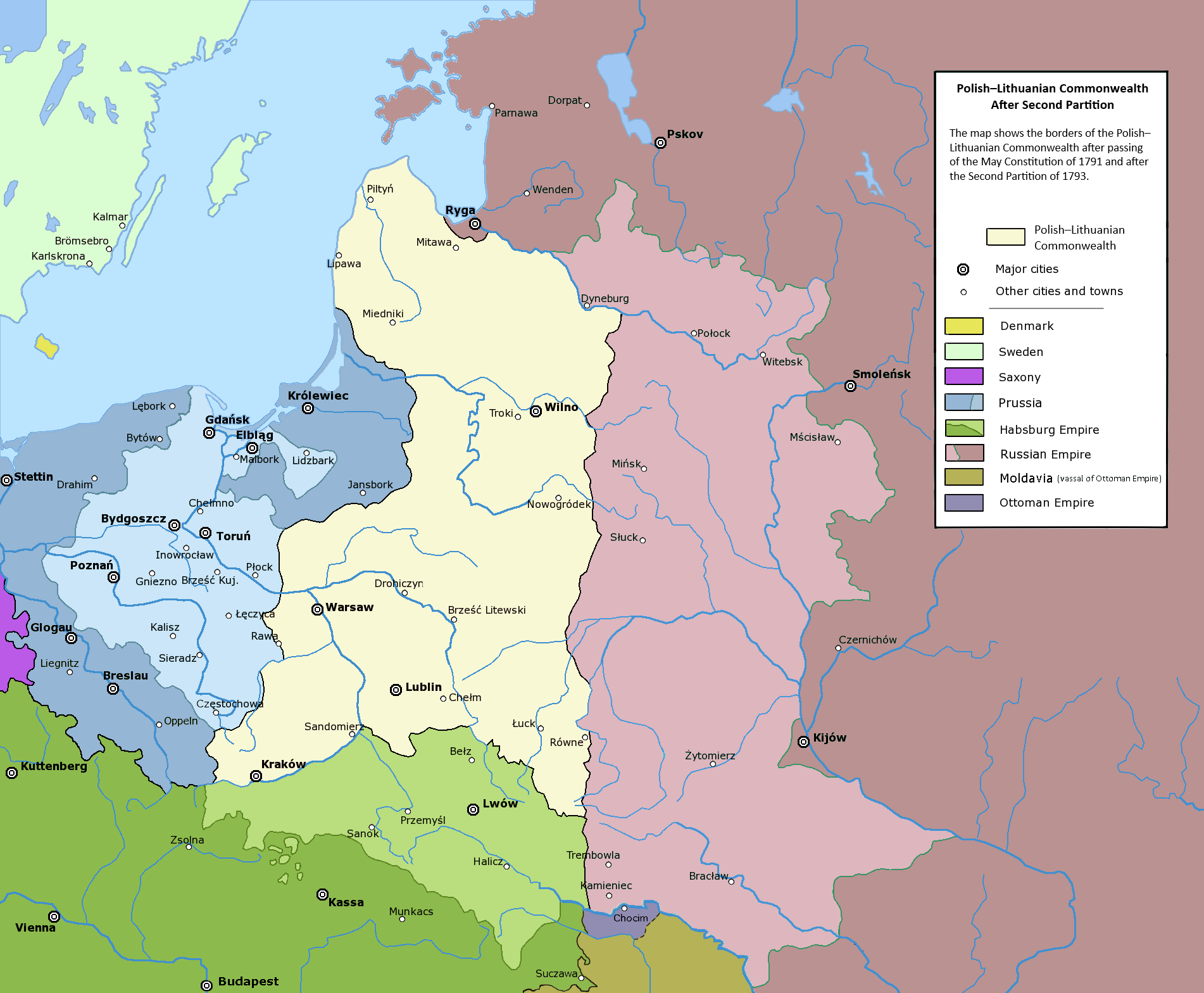
A doua împărțire (1793)
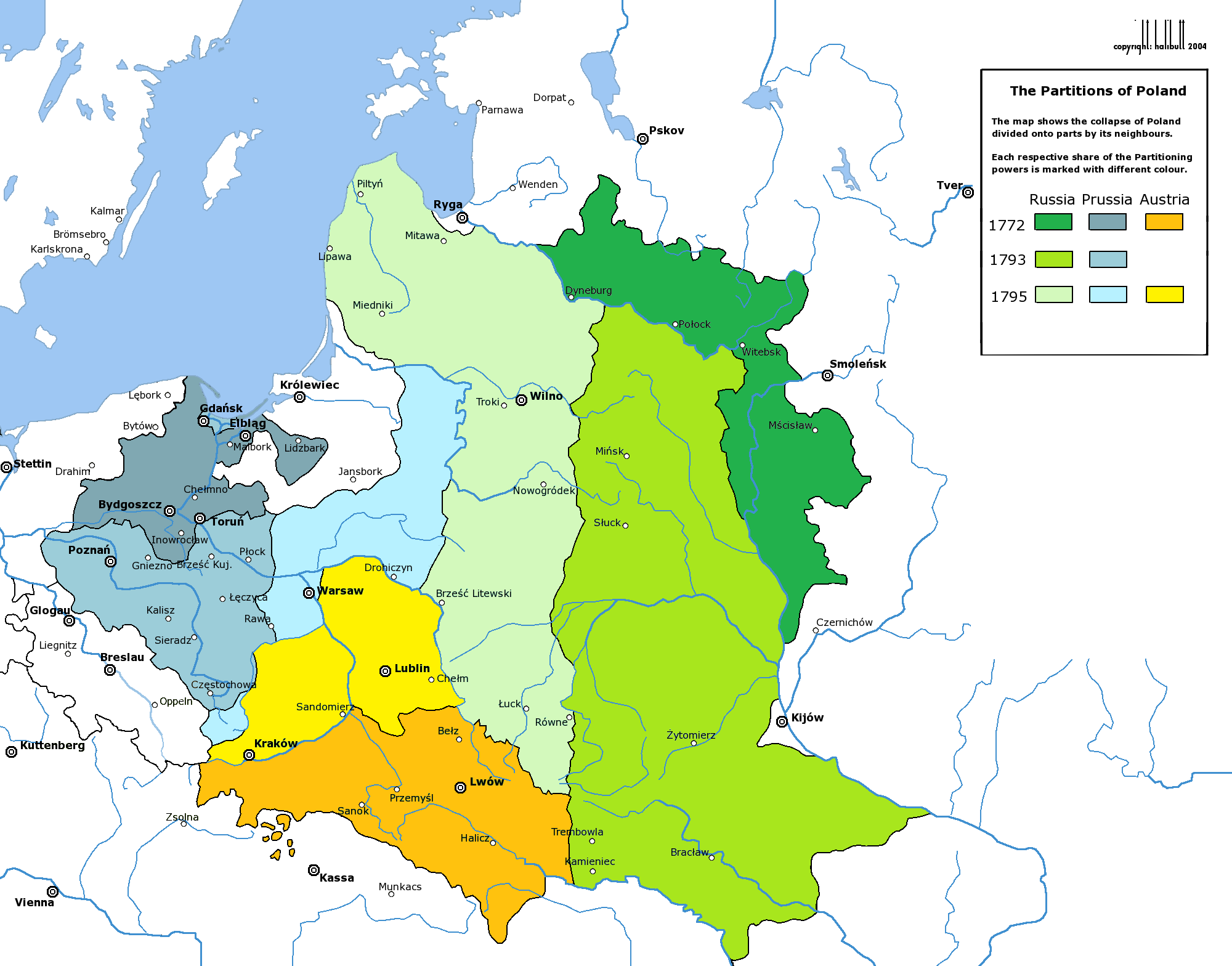
A treia împărțire (1795)).

## Organizarea și politica statului
Vezi și: Funcții administrative în Uniunea statală polono-lituaniană

### Libertatea de aur

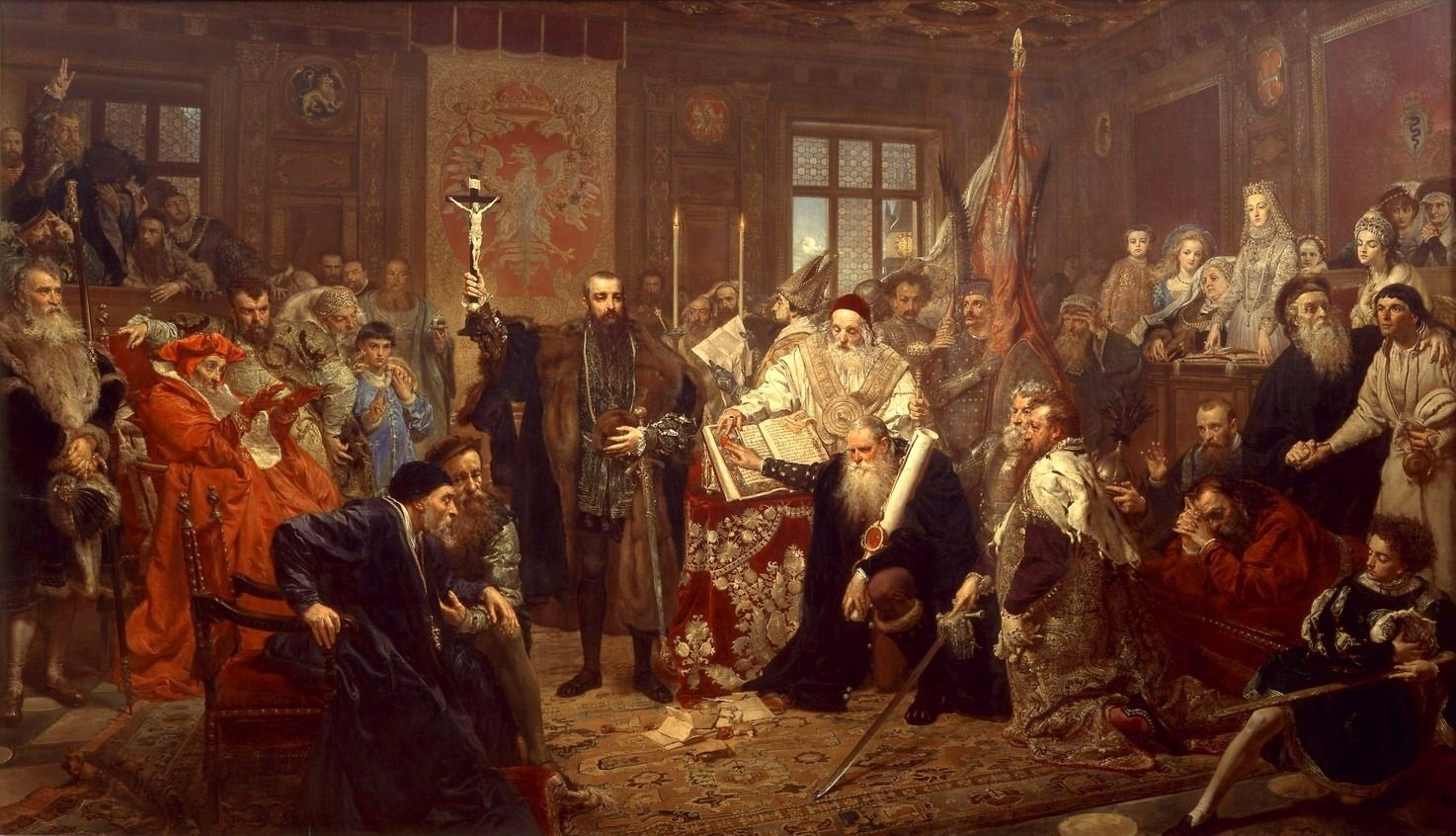
Uniunea de la Lublin din 1569, de Jan Matejko, 1869, ulei pe canava, 298 × 512 cm., Muzeul Național – Varșovia.

Doctrina politică a Federației celor două națiuni era: statul nostru este o republică sub președinția regelui. Cancelarul Jan Zamoyski a rezumat această doctrină când a spus: "Rex regnat et non gubernat" ("Regele domnește dar nu guvernează"). Federația avea un parlament, Seimul, ca și un Senat și un rege ales. Regele a fost obligat să respecte drepturile cetățenești specificate în Articolele Henriciene ca și în pacta conventa negociate în momentul alegerilor.
Puterea monarhului era limitată în favoarea clasei nobililor. Fiecare nou nou rege trebuia să fie de acord cu "Articolele Henriciene", care erau baza sistemului politic polonez, (care includea garanții nemaiîntâlnite pentru libertățile religioase). De-a lungul timpului, "Articolele Henriciene" au fost unite în "pacta conventa", angajamente specifice pe care și le lua regele ales.  Din momentul alegerii, regele era efectiv partenerul aristocrației și era permanent supervizat de senatori.
Fundamentul federației, "Libertatea de Aur" (în limba poloneză Złota Wolność, un termen folosit din 1573), includea:
- alegerea liberă a regelui de către nobilii care doreau să participe la alegeri;
- Seimul, parlamentul federației, trebuia convocat de către rege la fiecare doi ani;
- pacta conventa (în limba latină), "ce s-a convenit despre înțelegeri", o înțelegere făcută cu regele ales, care includea declarația drepturilor derivate din Articolele Henriciene;
- rokosz (dreptul la insurecție), dreptul șleahticilor de a se revolta în mod legal împotriva regelui care viola libertățile garantate;
- liberum veto în (limba latină), "dreptul liber la veto", dreptul unui deputat din Seim de a se opune unei decizii majorității participanților la o ședință a Seimului. Manifestarea "vetoului liber" anula toate hotărârile care fuseseră votate în acea sesiune. Pe durata crizei din a doua jumătate a secolului al XVII-lea, nobilii polonezi puteau de asemenea să folosească liberum veto în sejmik regional;
- konfederacja (din limba latină confederatio - confederație), dreptul de a forma o organizație a celor cu același țel politic.

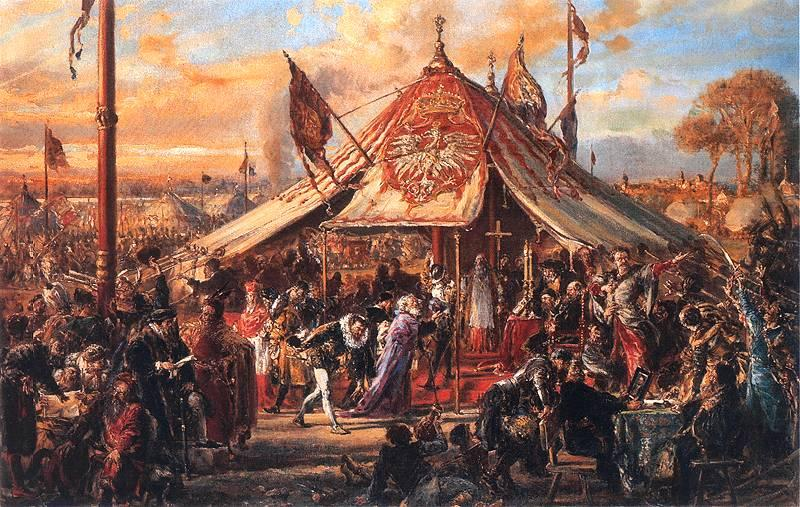
Republica la zenitul puterii. Libertatea de Aur. Alegerea regelui în 1573, de Jan Matejko.

Provinciile federației se bucurau de o largă autonomie. Fiecare voievodat avea propriul său parlament (sejmik), care era investit cu o mare putere, inclusiv alegerea posełilor (deputaților) pentru Seimul național și conferirea anumitor drepturi și instrucțiuni politice de vot. Marele Ducat al Lituaniei avea propria armată, buget și instituții de conducere.
Libertatea de Aur a creat un stat care era neobișnuit pentru acea vreme. Poate doar Republica Veneția mai existase un regim politic asemănător, și interesant este faptul că ambele republici se mai numeau și " Serenisima Republică". În vreme ce țările europene erau conduse către centralizare, monarhie absolutistă și războaie dinastice și religioase, federația polono-lituaniană se bucura de descentralizare, federalizare, democrație, toleranță religioasă și pacifism, (în condițiile în care Seimul vota de obicei împotriva planurilor regale de război).
Acest sistem unic își avea rădăcinile în victoriile șleahticilor în luptele sociale și cu monarhia. De-a lungul timpului, șleahta a cumulat suficiente privilegii, (așa cum erau cel stabilite de Actul Nihil novi din 1505), încât nici un rege nu putea spera să înfrângă puterea nobililor. Sistemul politic al federației nu poate fi încadrat cu ușurință într-o categorie, dar poate fi descris ca un amestec de:
- confederație și federație, dată fiind larga autonomie a voievodatelor. Este dificil să numești statul polono-lituanian federație sau confederație, de vreme ce existau caracteristice ale amândurora;
- oligarhie, de vreme ce doar șleahta – aproximativ 10% din populație – avea drepturi politice;
- democrație, de vreme ce toți șleahticii erau egali în drepturi, iar deputații Seimului puteau să se opună prin veto hotărârilor regelui, inclusiv în domeniilor legislativ, al afacerilor externe, al declarațiilor de război, al taxelor și impozitelor. De asemenea, segmentul de 10% din populația uniunii (șleahta) care se bucura de aceste drepturi politice, era proporțional mai mare decât în alte țari europene. În Franța acelor vremuri, numai 1% din populație avea dreptul la vot, iar în 1867, în Marea Britanie, numai 3% din populație putea să voteze;
- monarhie electivă, de vreme ce doar monarhul ales de șleahtă era șeful statului, urmașii acestuia neurmându-i automat la tron;
- monarhie constituțională, de timp ce monarhul era supus unei convenții, pacta conventa, dar și altor legi, iar șleahta putea să nu se supună decretelor regale pe care le considera ilegale.

### Participanții la viața politică
(Vezi și: Lista șleahticilor).

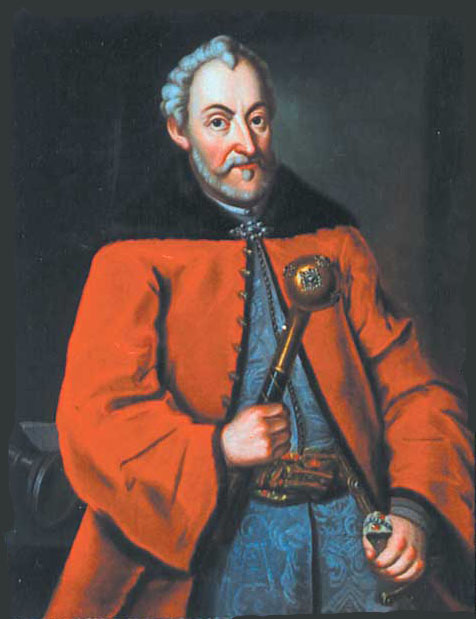
Kanclerz (cancelarul) Jan Zamoyski îmbrăcat în delia purpurie și żupan din mătase albastră. Ține în mână bastonul de hatman (buława hetmańska)

Principalii participanți la viața politică a statului polono-lituanian erau:
- regii, care luptau să-și lărgească puterea și să creeze o monarhie absolută;
- magnații, cei mai bogați șleahtici, care doreau să conducă țara ca oligarhi privilegiați, dar și să domine șleahta măruntă și pe rege;
- șleahta, care doreau creșterea puterii Seimului și să guverneze o țară a democrației nobiliare.

Magnații și șleahta nu erau uniți, existând numeroase facțiuni care sprijineau ori pe rege, ori pe unul sau altul dintre magnați.

### Neajunsurile Uniunii statale polono-lituaniene

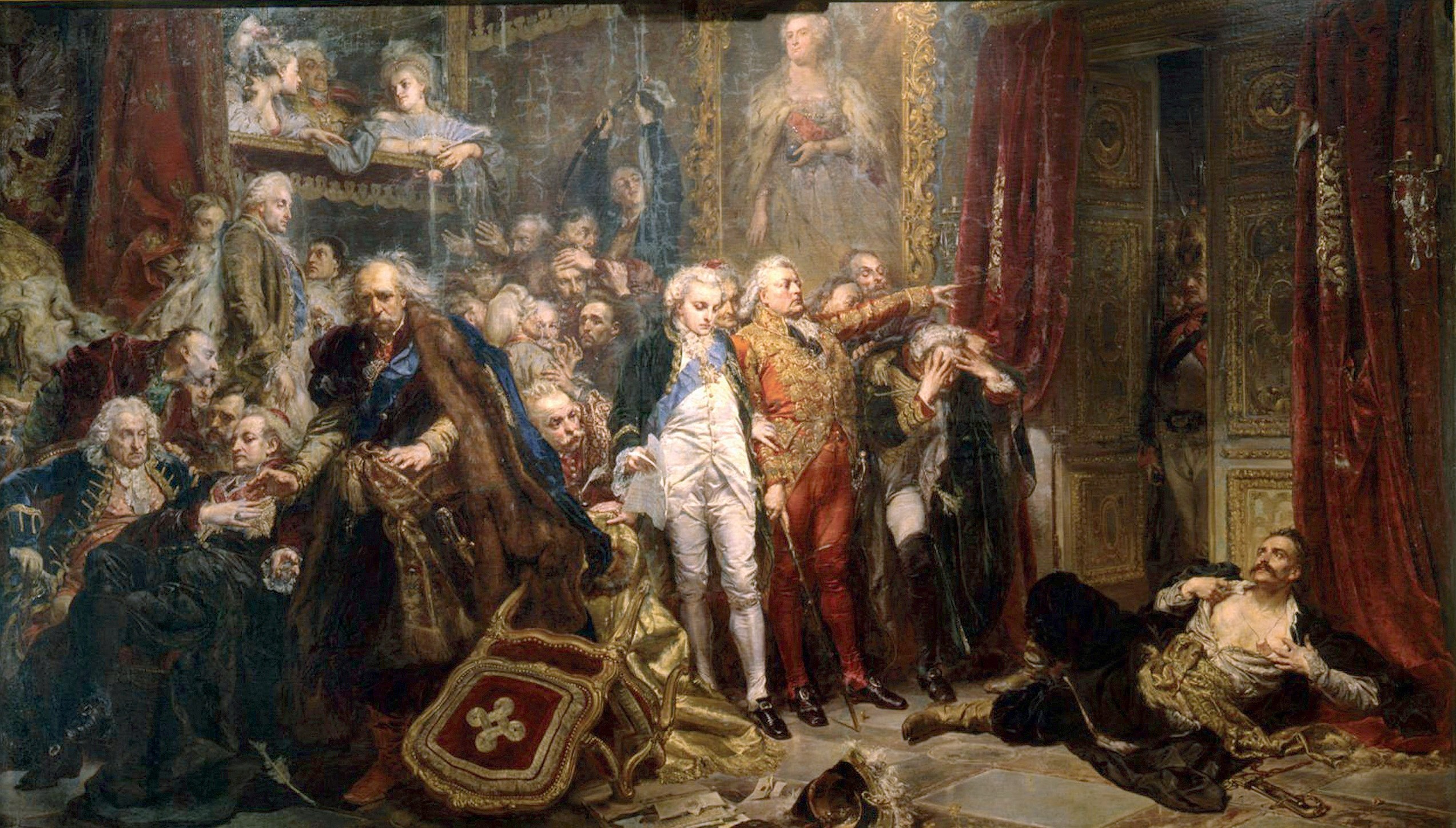
"Tadeusz Rejtan – Prăbușirea Poloniei", ulei pe pânză de Jan Matejko, 1866, 282 x 487 cm, Castelul Regal din Varșovia. Tadeusz Rejtan (în dreapta jos) a încercat în septembrie 1773 să împiedice legalizarea primei împărțiri a Poloniei prin oprirea membrilor Seimului să intre în camera unde avea să se desfășoare ședința

Odată ce Jagiellonii au dispărut de pe scena țarii în 1572, echilibrul fragil în care se afla Uniunea a început să se distrugă. Puterea a început să treacă de la guvernul central în mâinile nobililor.
În momentele în care aveau posibilitatea să-și manifeste preferințele pentru alegerea unui nou rege, șleahticii alegeau mai degrabă candidați străini, care nu ar fi fondat o altă dinastie puternică. Această politică a dus la alegerea în fruntea statului ori a unor regi total incapabili sau în veșnic conflict cu nobilii. Mai mult, în afara unor excepții notabile ca cea a principelui transilvănean Ștefan Bathory (1576–1586), regii de origine străină erau înclinați să subordoneze interesele Uniunii statale intereselor propriei lor țări sau case domnitoare. Acest fapt a fost evident în special în politica și acțiunile primilor doi regi aleși din casa suedeză de Vasa, a căror politică a adus staul polono-lituanian în conflict cu Suedia, culminând cu războiul cunoscut ca Potopul  (1648), unul dintre evenimentele care a marcat sfârșitul Epocii de Aur și a declanșat declinul statului federal.
Revolta lui Zebrzydowski (1606–1607) a marcat o creștere substanțială a puterii magnaților și transformarea democrației șleahtice în oligarhia magnaților. Sistemul politic al uniunii a devenit sensibil la intervențiile externe, de vreme ce deputații Seimului mituiți de diferite puteri străine au început să-și folosească dreptul la liberum veto pentru blocarea oricăror încercări de reformă. Astfel de acțiuni au paralizat țara din punct de vedere politic și au aruncat-o în anarhie pentru aproape o sută de ani, de la începutul secolului al XVII-lea până la începutul secolului al XVIII-lea, în vreme ce vecinii duceau o politică de stabilizare internă și de întărire a forței militare.

### Reformele târzii

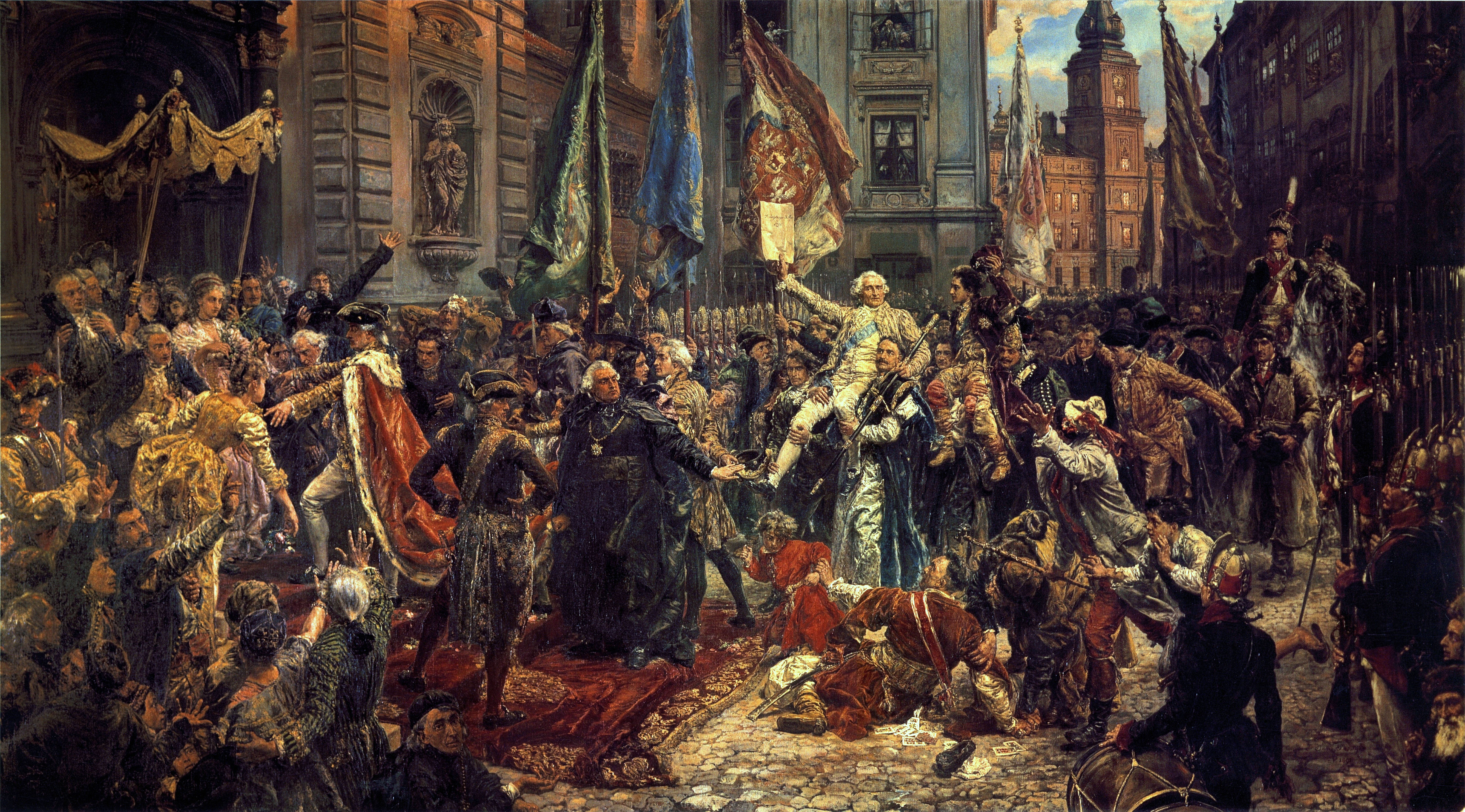
Constituția din mai, de Jan Matejko, 1891, ulei pe pânză, 227 × 446 cm.. Castelul Regal din Varșovia.

Până în cele din urmă, în Uniunea statală polono-lituaniană s-au făcut eforturi serioase pentru reformarea sistemului politic, prin adoptarea Constituției poloneze din 3 mai 1791, prima Constituție scrisă din Europa și a doua din lume după Constituția Statelor Unite ale Americii, care fusese adoptată în 1789. Această constituție revoluționară a reformulat statutul țarii ca fiind unul unitar cu o monarhie ereditară și a abolit numeroase prevederi dăunătoare ale vechiului sistem. Noua constituție prevedea:
- abolirea dreptului la liberum veto și de konfederacja;
- asigura separația puterilor între sistemele legislativ, executiv și judiciar;
- stabilea "suveranitatea poporului" și extindea drepturile politice nu numai la nobilime dar și la burghezie;
- extindea drepturile țărănimii;
- păstra toleranța religioasă.

Reformele au venit însă prea târziu, până în cele din urmă Uniunea statală polono-lituaniană fiind invadată din toate părțile de vecini. Această constituție nu a fost niciodată pe deplin aplicată, statul polono-lituanian dispărând la numai patru ani după adoptarea ei.

### Armata polono-lituaniană

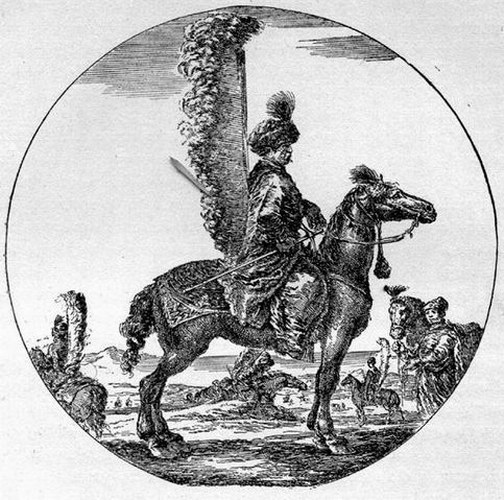
Husari ai Respospolitei de Józef Brandt.

Armata polono-lituaniană era comandată de patru hatmani. Armata era formată din:
- Wojsko kwarciane: Armata regulată cu soldele plătite din taxe. Aceste unități au fost mai târziu unite în 1652 cu wojsko komputowe pentru a forma o nouă armată regulată;
- Wojsko komputowe: armata semi-regulată, creată numai în timp de război;
- Pospolite ruszenie: armata șleahticilor, armată de mase
- Piechota łanowa și piechota wybraniecka: unități de pedestrași recrutate din rândurile țăranilor;
- Cazacii înregistrați: unități formate din cazaci, folosite în special în infanterie și uneori pentru cavaleria ușoară. Au fost recrutați în armată până în 1699;
- Garda Regală: o unitate mică a cărui scop principal era escortarea regelui și a membrilor familiei regale;
- Mercenarii: ca și-n alte armate, erau angajați pentru a suplimenta efectivele armatei regulate;
- Armate private: în timp de pace erau organizate mici unități (regimente de câteva sute de oameni) care erau recrutate și plătite de magnați sau de orașe. În timp de război, treceau sub comanda statului, fiind plătite de la buget, crescându-și în mod semnificativ efectivul.

Unele unități ale armatei foloseau tactici absolut unice. Printre aceste unități se aflau:
- Husarii: cavaleria grea, înarmată cu lănci, îmbrăcați în armuri dotate cu aripi care făceau un zgomot impresionant. Șarjele lor erau extrem de eficiente până la apariția armelor de foc la sfârșitul secolului al XVII-lea, ceea ce dus la schimbarea centrului de greutate al armatei înspre infanterie. Membrii unităților de cavaleie grea erau cunoscuți sub numele de towarzysz husarski și erau organizați în luptă în pocztowy;
- Pancerni: cavalerie semi-grea, înarmată cu săbii și topoare, arcuri cu săgeți, mai târziu cu pistoale. Era a două ramură importantă a cavaleriei în armata polono-lituaniană;
- Cazacii: nume general dat în armata polono-lituaniană cavaleriei ușoare. De multe ori în cadrul unităților de cavalerie ușoară nu exista nici un singur etnic cazac. Organizați după modelul cavaleriei ușoare otomane sau tătărești, nefiind înarmați cu pistoale precum reitierii suedezi;
- Tabor: unități logistice dotate cu care trase de cai. Folosirea lor în scopuri defensive a fost perfecționate de cazaci.

Marina militară era puțin dezvoltată  și a jucat un rol neînsemnat în istoria militară polono-lituaniană.

## Economia
Economia statului polono-lituanian era bazată pe agricultura de tip feudal care folosea munca iobagilor. O moșie nobiliară era formată dintr-o suprafața de pământ lucrată de iobagi, care produceau pentru nevoile interne și un surplus pentru vânzare. Starea țăranilor s-a deteriorat continuu în secolul al XVII-lea, când șleahticii au încercat să compenseze scăderea prețului cerealelor prin creșterea obligațiilor în muncă, ceea ce a dus la crearea unui nou val de iobagi dintre țăranii liberi, un fenomen comun întregii Europe Răsăritene. 
Interesul conducătorilor statului pentru agricultură, combinat cu dominația nobilimii asupra burgheziei, a dus la un proces relativ încet de urbanizare și, prin aceasta, la un proces lent de dezvoltare a industriei. În toată Europa acelor vremuri se puteau întâlni astfel de conflicte de clasă, dar nicăieri însă nu se putea întâlni o nobilime funciară care să domine mai categoric societatea ca în Uniunea statală polono-lituaniană. Statul federal avea multe orașe mari și mici formate conform legilor Magdenburgice. Unele dintre cele mai mari târguri comerciale erau ținute la Lublin.
Deși federația plono-lituaniană era cel mai mare producător de cereale din Europa, cea mai mare parte a produselor agricole erau folosite la consumul intern. Consumul estimat al Coroanei Poloneze (ținuturile aflate sub administrația directă poloneză) și al Ducatului Prusiei   în 1560–1570 a fost de 113.000 tone de grâu. Producția poloneză anuală medie de grâu în secolul al XVI-lea a fost de 120.000 de tone, din care se exporta numai 6%, în vreme ce orașele consumau 19%, restul fiind consumat în sate.
Grâul era cea mai importantă marfă polono-lituaniană la export. Un mare moșier semna de obicei un contract cu negustorii din Gdansk (germanul Danzig), negustori care controlau 80% din acest comerț și care se obligau să transporte cerealele către porturile de la Marea Baltică. Pentru transport erau folosite râurile Vistula, Pilica, Bugul de vest, San, Nida, Wieprz și Niemen. Infrastructura de pe aceste râuri era relativ bine dezvoltată, cu porturi și silozuri încăpătoare. Cea mai mare parte a transporturilor pe râuri se făcea pe direcția nord, transportul către sud fiind mai puțin profitabil. De multe ori, barjele și plutele cu care se transportase grâul erau vândute în Gdańsk pentru a fi transformate în cherestea.
Din Gdańsk, corăbiile, în special olandeze, duceau grâul spre porturile occidentale precum Antwerp și Amsterdam. Corăbiile proprietatea a negustorilor din Gdańsk asigurau numai 2–10% din acest comerț pe mare. Alte produse exportate prin porturile de la Marea Baltică erau cheresteaua, smoala și mangalul.
Pe rute terestre, erau exportate piei netăbăcite, blănuri, cânepă, stambă (în special din Wielkopolska) și pânză de in, în special în orașele Leipzig (Lipsca) și Nürnberg din Sfântul Imperiu Roman. Prin Silezia erau transportate către sud cirezi mari (aproximativ 50.000 de capete de animale) de vaci.
Statul polono-lituanian importa mirodenii, mărfuri de lux, haine, pește, bere și produse industriale – oțel și unelte. Vase fluviale transportau către sud mărfuri de import descărcate de pe corăbii în Gdansk: vinuri, fructe, mirodenii și heringi. Cam pe la sfârșitul secolului al XVI-lea și începutul celui de-al XVII-lea, balanța comercială polono-lituaniană a început să devină negativă.

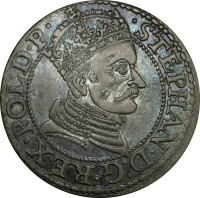
Monede poloneze bătute în timpul regelui Ștefan Bathory

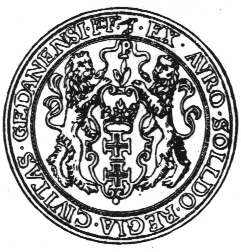
Monedă din Orașul regal Gdańsk de la 1589 (în timpul regelui Sigismund al III-lea Vasa)

Odată cu începutul epocii marilor descoperiri geografice, multe dintre vechile drumuri comerciale, precum Drumul chihlimbarului, și-au pierdut importanța, noi drumuri fiind deschise. Importanța Poloniei ca punte de legătură între Asia și Europa s-a diminuat, apărând drumuri noi între Polonia și Rusia.
Deviza națională era złotyul cu moneda divizionară grosz. Orașul Gdańsk avea privilegiul de a-și bate propria monedă.

### Șleahta și Sarmatismul
Ideologia predominantă a șlehtei a devenit "Sarmatismul", numită după numele poporului Sarmaților, pretinșii strămoși ai nobililor polonezi. Acestă credință era o parte importantă a culturii șleahticilor. Sarmatismul se regăsea în egalitatea între șleahtici, în stilul de călărie, în tradițiile vieții la țară, în tradițiile pacifiste, în îmbrăcămintea tradițională (żupan, kontusz, sukmana, pas kontuszowy, delia, szabla) și folosea la integrarea nobilimii multi-etnice în timpurile Libertății de Aur.
La începuturile sale, în forma idealistă, sarmatismul a reprezentat o mișcare culturală pozitivă: sprijinea credințele religioase, cinstea, mândria națională, curajul, egalitatea și libertatea. În timp, înțelesurile sale au fost distorsionate. Sarmatismul târziu a transformat credința în bigotism, cinstea în naivitate politică, mândria în aroganță, curajul în încăpățânare și libertatea în anarhie.

### Demografia și religia

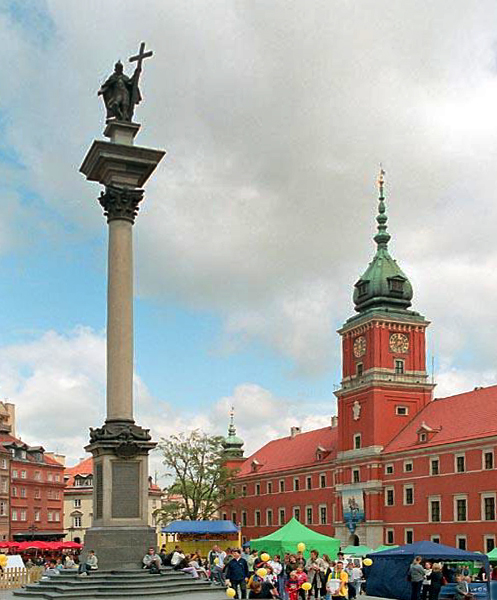
Coloana Regelui Zygmunt, ridicată în 1644 în fața Castelului Regal din Varșovia

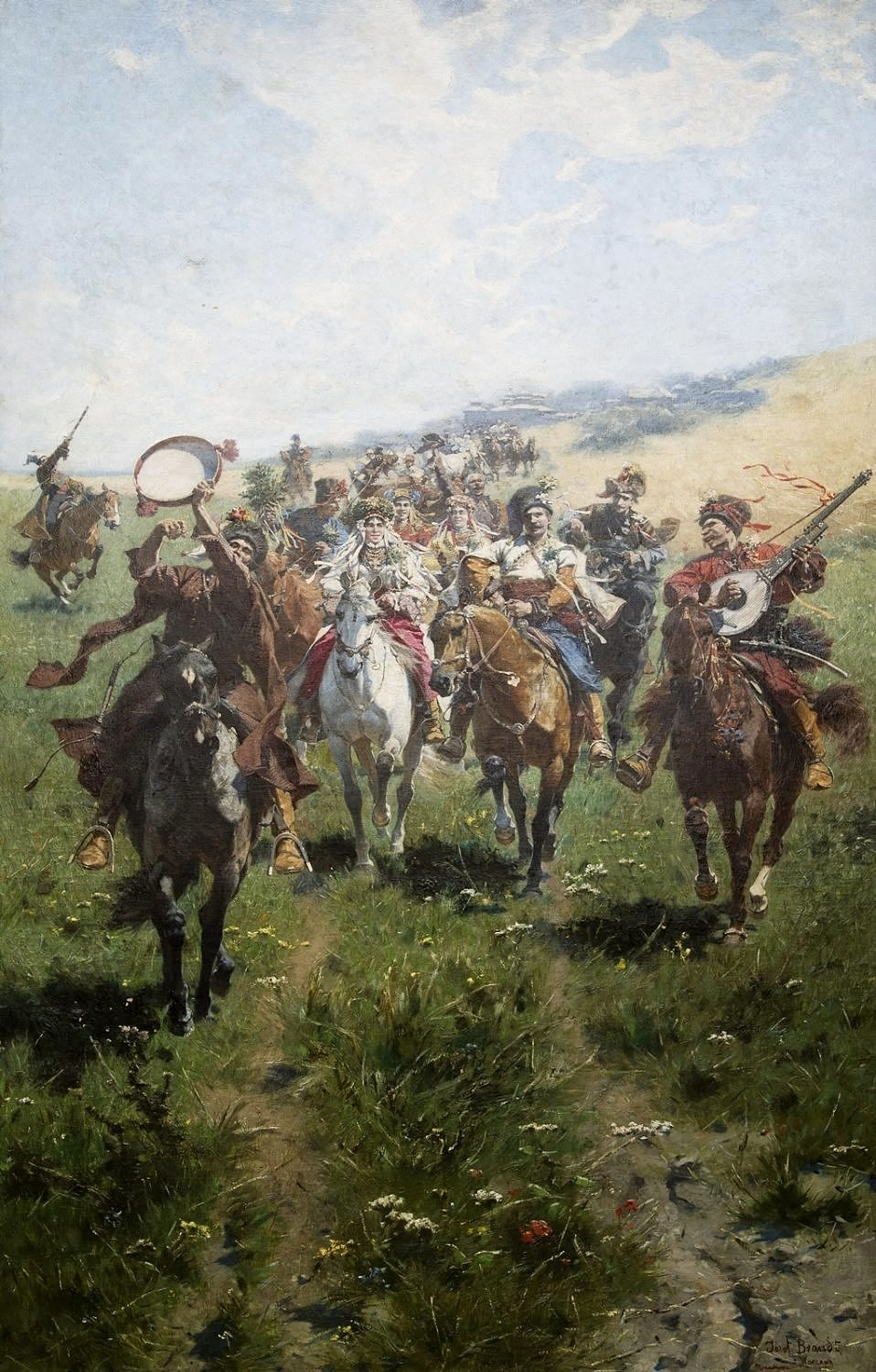
Căsătoria unor cazaci. Pictură de Józef Brandt.

Populația Republicii celor două națiuni nu a fost niciodată poloneză sau catolică în proporție copleșitoare. Federația avea patru naționalități principale: polonezi, lituanieni, ucraineni și belaruși (ultimele două numite de obicei ruteni). În condițiile care Polonia ocupa Ucraina și era în federație cu Lituania,  polonezii erau o minoritate distinctă în amândouă. A fi polonez în ținuturile nepoloneze ale Uniunii, era mai mult decât un semn de etnicitate, ci mai degrabă unul de rang. Numele de polonez era dat de obicei nobilimii funciare (șleahta), care includea atât persoane de etnie poloneză cât și persoane de altă etnie. În general, familiile nobile nepoloneze din Ucraina și Lituania au adopta limba poloneză și cultura poloneză printr-un proces inevitabil de polonizare. Ca rezultat, în răsărit, nobilimea poloneză (sau polonizată) domina țărănimea, care în mare majoritate nu era nici poloneză, nici romano-catolică. Mai mult, deceniile de pace au adus și un mare val de coloniști în Ucraina, ascuțind tensiunile dintre țăranii polonezi și ruteni, cazaci, evrei și șleahtici. Tensiunile erau agravate și de discriminările pe care le sufereau creștinii ortodocși din partea greco-catolicilor ucraineni, (după Unirea de la Brest) și a catolicilor dominanți , ca și de răscoalele căzăcești.  În vest și nord, numeroase orașe erau locuite de o importantă minoritate germană aparținând bisericii reformate. Uniunea statală polono-lituaniană avea și cea mai numeroasă diasporă evreiască din lume.
Până la Reformă, șleahta poloneză era în cea mai mare parte catolică sau ortodoxă. Până la urmă, multe familii au adoptat religia reformată. După Contrareformă, când biserica Romano-Catolică a recâștigat controlul în Polonia, șleahta a devenit majoritar romano-catolică, în ciuda faptului că romano-catolicismul nu era religia majoritară (bisericile catolică și ortodoxă aveau aproximativ 40% din populație, în timp ce restul de 20% erau  membri ai unor biserici protestante sau erau evrei).  Trebuie notat că, date fiind tradițiile toleranței religioase polono-lituaniene, Contrareforma s-a bazat mai ales pe propaganda iezuită, ceea ce a făcut-o foarte pașnică în comparație cu excesele războiului de treizeci de ani.

## Împărțirea administrativă și geografia Uniunii statale polono-lituaniene

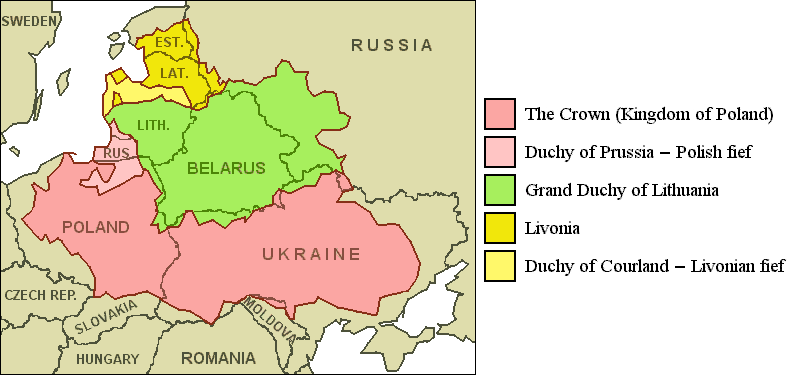
Harta Uniunii polono-lituaniană cu principalele ei diviziuni la 1619, suprapusă peste hărțile țărilor independente din ziua de azi.

Teritoriul fostei Rzeczpospolita este în zilele noastre împărțită între mai multe țări din Europa Centrală și Răsăriteană: Polonia, Lituania, Letonia, Ucraina, Belarus și Rusia. Mici teritorii se află în alte țări din zonă: Estonia, Slovacia, România și Republica Moldova.
În vreme ce prin "Polonia" se înțelegea de obicei întreg statul, teritoriile locuite de polonezi erau de fapt parte a uni tot mai mare, "Republica celor două națiuni" care era formată din două părți principale:
- Coroana Regatului Polonez (Polonia propriu-zisă), numită în mod obișnuit "Coroana" și
- Marele Ducat al Lituaniei, numită în mod obișnuit "Lituania".

La rândul ei "Coroana" era formată din două "provincii ": Wielkopolska – Polonia Mare și Małopolska – Polonia Mică. Statutul de "provincie" mai era acordat și Marelui Ducat al Lituaniei. Cele trei provincii, Polonia Mare, Polonia Mică și Lituania) erau împărțite în voievodate (województwa). Fiecare voievodat era condus de un voievod (guvernator). Voievodatele erau împărțite în stărostii conduse de un staroste. Orașele erau conduse de castelani. Existau mai multe excepții de la aceste reguli. Vezi și  Funcții administrative în Uniunea statală polono-lituaniană.
Regiunile istorice ale uniunii erau:
- Polonia Mică (Małopolska), sudul Poloniei cu capitala la Cracovia,
- Polonia Mare (Wielkopolska), Polonia central-vestică, zona udată de râul Warta și afluenții lui,
- Mazovia (Mazowsze), Polonia centrală cu capitala la Varșovia,
- Ducatul Livoniei, un fief polonez nordic  din 1561, pierdut în favoarea Suediei în deceniul al treilea al secolului al XVI-lea și din nou în 1660,
- Ducatul Curlandei (Kurlandia), un fief polonez nordic. A înființat o colonie în Tobago în 1637 și în insula St. Andrei pe  râul Gambia în 1651 (Vezi și Colonizare Curlandeză);
- Prusia (Prusy), din care aparțineau Poloniei:
  - Prusia Regală (Prusy Królewskie), încorporată în Coroană în 1569,
  - Ducatul Prusiei, fief polonez până în 1660,
- Kresy, "Ținuturile de la granița" sud-estică a Coroanei,
- Rutenia (Ruś), teritoriile de răsărit, învecinate cu Rusia,
- Samogiția (Żmudź), Lituania apuseană,
- Silezia (Śląsk) nu a fost parte a Poloniei, dar a aparținut diferiților regi polonezi, în special celor din familia Vasa, care au fost duci de Opole din 1645 până în 1666,
- Pomerania (Pomorze) desemna țărmul sudic al Marii Baltice, care nu făcea parte din Uniune sau/ori din Prusia,
- Galiția (Galicja) este un termen care nu a fost folosit până în secolul al XVIII-lea.

Granițele statului polono-lituanian variau mult după încheierea fiecărui tratat de pace, în special în părțile sudice și răsăritene. 
Deși s-a încercat în mai multe rânduri să se creeze Ducatul Ruteniei ca membru cu drepturi depline al Uniunii, în special în timpul revoltei cazacilor din 1648, sau după semnarea Tratatul de la Hadiach, și să se înființeze "Republica celor trei națiuni" sau Uniunea statală polono-lituaniano-ruteană, planul nu a fost niciodată realizat din cauza mai multor factori: pretențiile șlehtei, luptele dintre facțiunile căzăcești și invaziile rușilor moscoviți. Din motive asemănătoare, planurile pentru înființarea unei Uniuni statale polono-lituaniano-rusă nu au fost niciodată realizate, deși în timpul războaielor Dimitriade (1605-1618), prințul polonez (mai apoi regele Poloniei) Władysław al IV-lea Vasa a fost ales pentru scurtă vreme țar al Moscovei.
Coroana avea o populație dublă față de Lituania și de cinci ori mai multe venituri în trezorerie. Suprafața țării a variat mult de-a lungul timpului. După Pacea de la Jam Zapolski (1582), Uniunea avea o suprafață de aproximativ 815,000 km² și o populație de 6,5 milioane de oameni. După armistițiul de la Deulino (1618), Uniunea avea o suprafață de aproximativ 1 milion km² și o populație de 10 – 11 milioane de oameni (din care aproximativ 4 milioane de polonezi). În secolul al XVI-lea, cardinalul și cartograful Martin Kromer a publicat un atlas intitulat Polonia sive de situ, populis, moribus, magistratibus et Republica regni Polonici libri duo, care a fost considerat cel mai cuprinzător ghid al țării.
Hărțile lui Kromer arată că Uniunea era în principal o țară de câmpie, în partea sud- estică, Kresy, aflându-se întinse stepe. Munții Carpați formau o parte din granița de sud, Munții Tatra având cele mai înalte culmi. Marea Baltică forma granița nordică. Asemeni altor țări din acea epocă, Polonia avea codri întinși, în special în răsărit.

### Voievodatele
Anumite surse folosesc termenul palatinat în locul celui de voievodat.

#### Polonia Mare

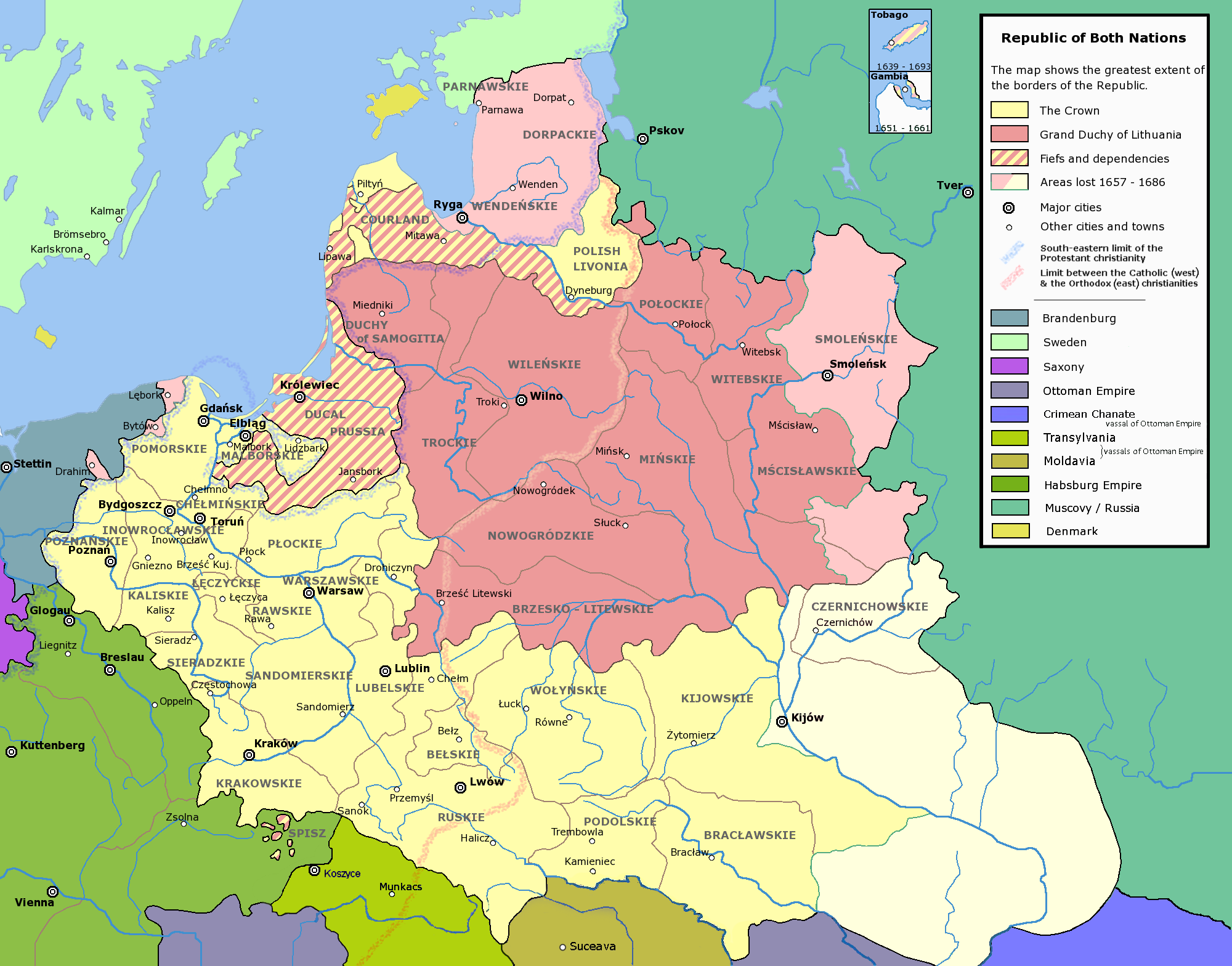
Harta voievodatelor

- Voievodatul Brześć Kujawski (województwo brzesko-kujawskie,  Brześć Kujawski)
- Voievodatul Gniezno (województwo gnieźnieńskie, Gniezno) din 1768
- Voievodatul Inowrocław (województwo inowrocławskie, Inowrocław)
- Voievodatul Kalisz (województwo kaliskie, Kalisz)
- Voievodatul Łęczyca (województwo łęczyckie, Łęczyca)
- Voievodatul Mazovian (województwo mazowieckie, al Mazowsze, Warszawa) compus din:
  - Ținutul Ciechanów (ziemia ciechanowska, Ciechanów)
  - Ținutul Czersk (ziemia czerska, Czersk)
  - Ținutul Liw (ziemia liwska, Liw)
  - Ținutul Łomża (ziemia łomżyńska, Łomża)
  - Ținutul Nur (ziemia nurska, Nur)
  - Ținutul Różan (ziemia różańska, Różan)
  - Ținutul Warszawa (ziemia warszawska, Warsaw)
  - Ținutul Wisk (ziemia wiska, Wizna)
- Voievodatul Poznań (województwo poznańskie, Poznań)
- Voievodatul Płock (województwo płockie, Płock) compus din:
  - Ținutul Wyszogród (ziemia wyszogrodzka, Wyszogród
  - Ținutul Zawkrzeń (ziemia zawkrzeńska, Zawkrzeń)
- Voievodatul Podlasie (województwo podlaskie, Drohiczyn) compus din:
  - Ținutul Bielsk (ziemia bielska, Bielsk)
  - Ținutul Drohiczyn (ziemia drohicka, Drohiczyn)
  - Ținutul Mielnik (ziemia mielnicka, Mielnik)
- Voievodatul Rawa (województwo rawskie, Rawa) compus din:
  - Ținutul Rawa (ziemia rawska, Rawa)
  - Ținutul Gostyń (ziemia gostyńska, Gostyń)
  - Ținutul Sochaczew (ziema sochaczewska, Sochaczew)
- Voievodatul Sieradz (województwo sieradzkie, Sieradz)
- Ținutul Dobrzyń (ziemia dobrzyńska, Dobrzyń)
- Ținutul Michałów (ziemia michałkowicka, Michałów)
- Ținutul Wieluń (ziemia wieluńska, Wieluń)
- Ținutul Wschów (ziema wschowska, Wschów)

#### Polonia Mică
- Voievodatul Bełz (województwo bełzkie, Bełz)
- Voievodatul Bracław (województwo bracławskie, Bracław)
- Czernichów (województwo czernichowskie, Czernichów)
- Voievodatul Kijów (województwo kijowskie, Kijów)
- Voievodatul Kraków (województwo krakowskie, Kraków)
- Voievodatul Lublin (województwo lubelskie, Lublin)
- Voievodatul Podole (województwo podolskie, Kamieniec Podolski)
- Voievodatul Ruś (województwo ruskie, Lwów), divided into
- Voievodatul Sandomierz (województwo sandomierskie, Sandomierz)
- Voievodatul Wołyń (województwo wołyńskie, Łuck) 
  - Ținutul Halicz (ziemia halicka, Halicz)
  - Ținutul Lwów (ziemia lwowska, Lwów)
  - Ținutul Przemyśl (ziemia przemyslka, Przemyśl)
  - Ținutul Sanock (ziemia sanocka, Sanok)
- Ducatul Siewierz (księstwo Siewierskie, Siewierz)
- Ținutul Chełm (ziemia chełmska, Chełm)
- Principatul de Oświęcim și Zator (Oświęcim, Zator)

#### Marele Ducat al Lituaniei
- Ducatul Samogita (Principatul Żmudź, księstwo żmudzkie, Miedniki-Wornie)
- Voievodatul Brześć Litewski (województwo brzesko-litewskie, Brześć Litewski)
- Voievodatul Mścisław (województwo mścisławskie, Mścisław)
- Voievodatul Mińsk (województwo mińskie, Mińsk)
- Voievodatul Nowogródek (województwo nowogrodzkie, Nowogrodek)
- Voievodatul Połock (województwo połockie, Połock)
- Voievodatul Smoleńsk (województwo smoleńskie, Smoleńsk)
- Voievodatul Troki (województwo trockie, Trakai)
- Voievodatul Wilno (województwo wileńskie, Vilnius)
- Voievodatul Witebsk (województwo witebskie, Witebsk)

#### Prusia Regală
- Ducatul Warmia (Księstwo Warmińskie, principatul episcopal Warmia, Lidzbark Warmiński)
- Voievodatul Chełmno (województwo chełmińskie, Chełmno)
- Voievodatul Malbork (województwo malborskie, Malbork)
- Voievodatul Pomerania (województwo pomorskie, Gdańsk)

#### Ducatul Livoniei
- Ducatul Curlandei și Semigaliei (księstwo Kurlandii i Semigalii, Mitawa)
- Voievodatul Dorpat (województwo dorpackie, Dorpat) din 1598 până în anii 1620
- Voievodatul Livonia (województwo inflanckie, Dyneburg) din anii 1620
- Voievodatul Parnawa (województwo parnawskie, Parnawa) din 1598 până în anii 1620
- Voievodatul Wenden (województwo wendeńskie, Wenden) din 1598 până în 1620